# Transports à Mayotte
Les transports dans le département français d'outre-mer de Mayotte sont caractérisés à la fois par l'éloignement de la métropole, donnant au transport aérien un quasi-monopole pour l'accès à l'île, et par l'engorgement du trafic routier sur l'île, dû au développement récent de la motorisation des Mahorais, au manque d'infrastructures, au développement anarchique de l'île et à l'absence de transports en commun.

## Transport routier

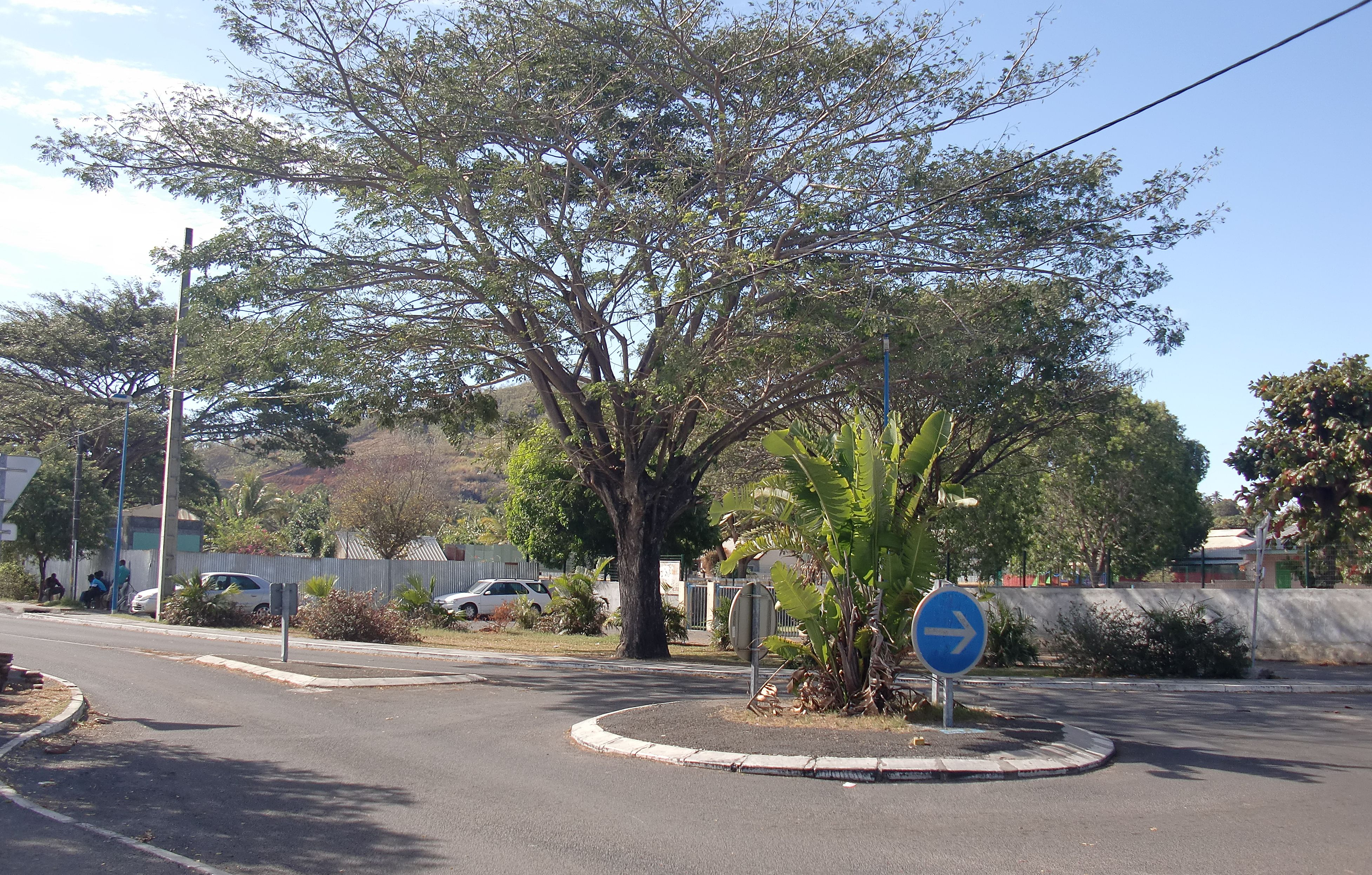
Carrefour giratoire sur la route nationale 4 à Pamandzi.

### Infrastructures routières
Si les infrastructures routières se sont développées depuis les années 1980 à Mayotte, elles restent insuffisantes pour accueillir un trafic en forte croissance et désorganisé. L'urbanisation anarchique et en partie informelle de Mayotte provoque la concentration de nouvelles habitations le long des rares routes, qui n'ont pas été prévues à cet effet. Les routes, notamment dans la périphérie de Mamoudzou, sont embouteillées quotidiennement.
Mayotte compte quatre routes nationales, conservées dans le réseau routier national au titre de l'engagement de l'État à contribuer au développement de l'archipel.

### Transport interurbain de voyageurs
Mayotte est le seul département français à n'être desservi par aucun réseau de transport en commun, hors transports scolaires. 
Un système de taxis et taxis-brousse, désorganisé et en partie informel, permet les déplacements sur l'île pour les personnes non-dotées de leur propre véhicule.

## Transport ferroviaire
Mayotte n'a jamais possédé de chemin de fer. 
Le train bleu ou treni bilé est un projet de réseau ferroviaire dont la réalisation est projetée pour 2040.

## Transport maritime

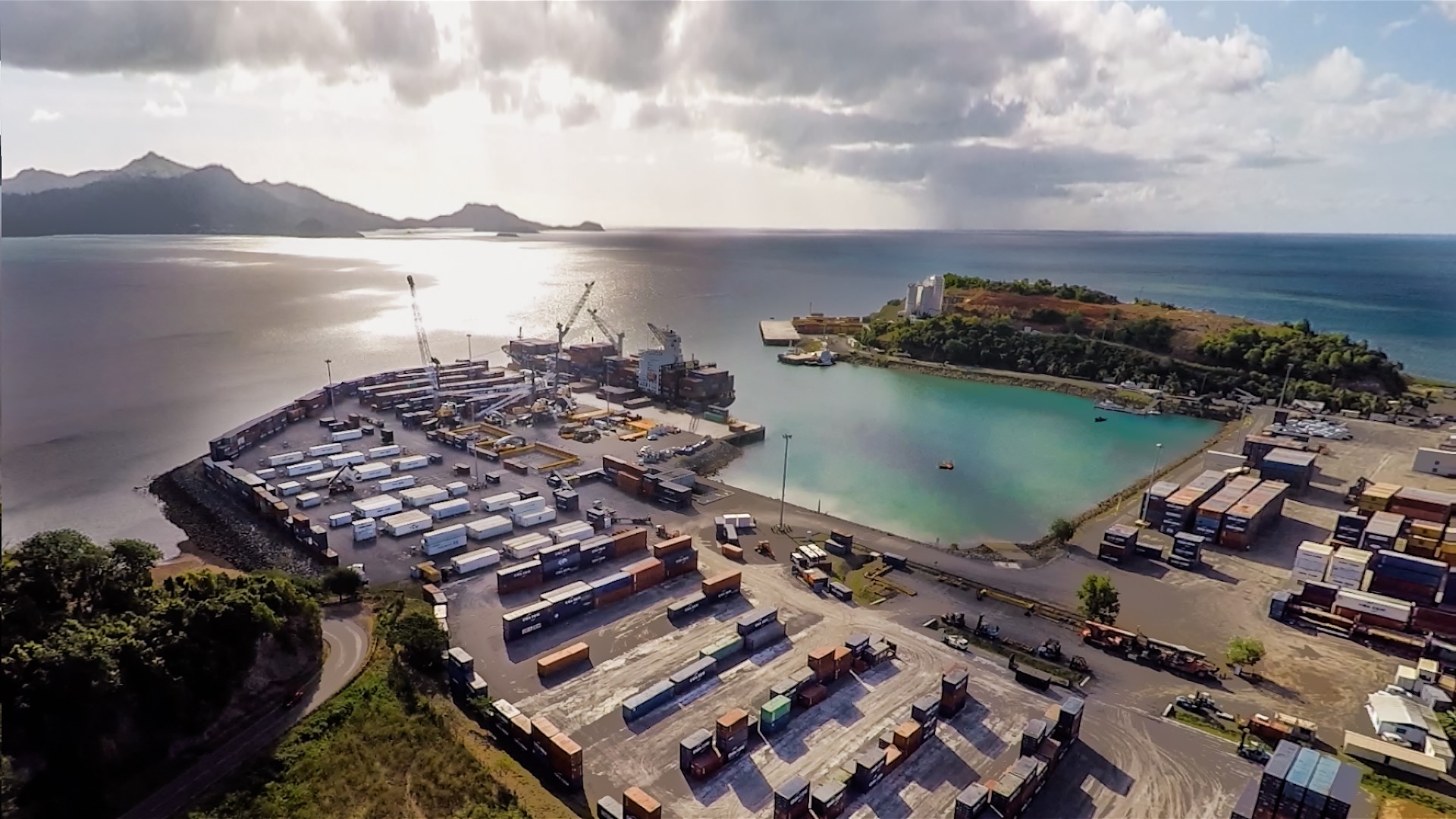
Le port en eau profonde de Longoni, seul port de commerce de Mayotte.

Le port de Longoni, dans la commune de Koungou, est le principal point d'entrée des marchandises sur l'île.
Les deux îles principales de Mayotte, Grande-Terre et Petite-Terre, sont reliées par des navettes maritimes pour piétons (barge) ou véhicules (amphidrome) navigant entre les ports de Mamoudzou et Dzaoudzi.

## Transport aérien
L'aéroport de Mayotte-Marcel-Henry  (anciennement aéroport de Dzaoudzi-Pamandzi), situé sur Petite-Terre, est le principal point d'entrée des voyageurs se rendant à Mayotte. Il est desservi par une demi-douzaine de compagnies aériennes qui le relient à la France métropolitaine, à la Réunion et à plusieurs pays d'Afrique orientale.

## Transports en commun urbains et périurbains
La communauté d'agglomération de Dembeni-Mamoudzou et la communauté d'agglomération du Grand Nord de Mayotte sont autorités organisatrices de la mobilité sur leur territoire. Toutefois, elles n'organisent aucun réseau public de bus.
Dembeni et Mamoudzou seront desservies à partir de 2024 par le réseau Caribus, qui comptera quatre lignes dont une à haut niveau de service.